# Zsuppány
Zsuppány románul: Jupani, falu Romániában, a Bánságban, Temes megyében.

## Fekvése
Lugostól északkeletre, a Béga bal partján fekvő település.

## Története
Zsuppány nevét 1446-ban említette először oklevél p. et districtus Suppan néven. 1447-ben  Suppan, 1453-ban Swpan, 1453-1454-ben Felsew-Swpan, Also-Swpan, 1470-ben Swpan, 1717-ben Sapang, 1808-ban Zsuppán, Xuppan, 1913-ban Zsuppány alakban írták.
1446-ban Hunyadi János cserébe adta az Országhoknak és Berekszói Hagymás Lászlónak, de 1453-ban ismét királyi adományul kapta Alsó-Zsupánt tartozékaival: Farkasest, Pogánfalva és Klicsova faluval. Felső-Zsupánt 1453-ban Temeshelyi Dési Péter és Balotai Miklós kapta királyi adományul.
1851-ben Fényes Elek írta a településről: „Zsuppán, oláh falu, Krassó völgyében, erdős, hegyes vidéken, utolsó posta Lugos. Lakja 430 óhitű, anyatemplommal. Határa 2643 hold, melyből úrbéri beltelek 89, szántóföld 495 hold, rét 209 hold, legelő 87 hold, contractualis szilvás 9 1/, szorgalmi föld 24 3/ hold; uradalmi erdő 1155 hold, legelő 357 2/ hold. Földe agyagos, s főleg kukoricát terem. Bírja a kamara.”
A trianoni békeszerződés előtt Krassó-Szörény vármegye Bégai járásához tartozott. 1910-ben 704 lakosából 644 román, 18 magyar, 10 német volt. Ebből 672 görög keleti ortodox, 17 római katolikus volt.

## Források

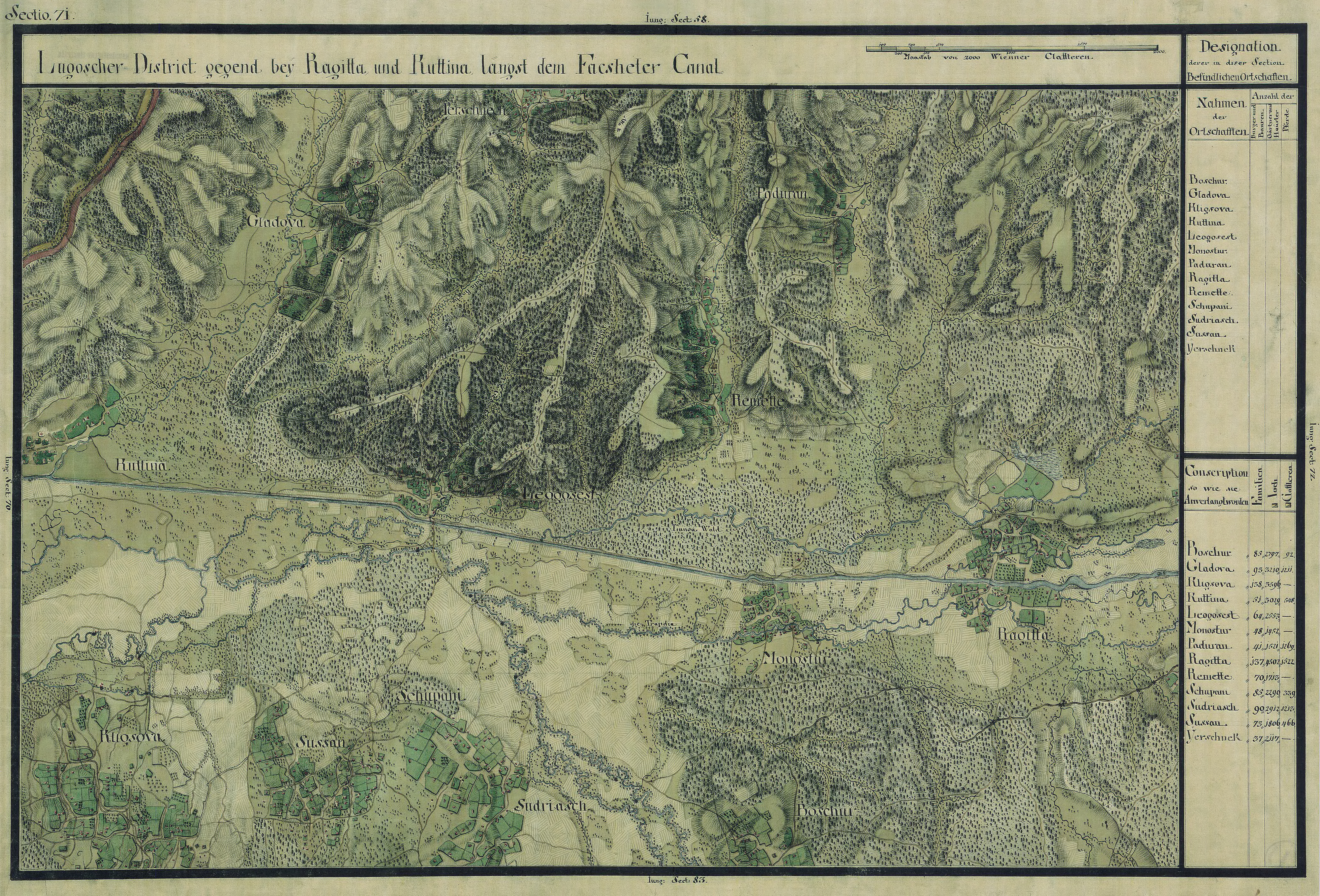
Zsupány egy régi térképen